# Antonín Hušek
Antonín Hušek (1888 – 22. listopadu 1960) byl český fotbalista, záložník.

## Fotbalová kariéra
Hrál v předligové v letech 1910–1924 za AC Sparta Praha. Mistr Mistrovství Českého svazu fotbalového 1912 a 1919. Vítěz Poháru dobročinnosti 1915.